# مصنع النبيذ إي آند جيه جالو
جاللو هي شركة مصنعة للنبيذ وموزعة يقع مقرها الرئيسي في موديستو، كاليفورنيا ، الولايات المتحدة. تأسست في عام 1933 على يد إرنست جالو وجوليو جالو من عائلة جالو ، وهي أكبر مصدر للنبيذ الكاليفورني . إنها أكبر شركة منتجة للنبيذ في العالم، حيث تنتج أكثر من 3% من إجمالي المعروض السنوي في العالم والذي يبلغ 35 مليار زجاجة بإيرادات سنوية تبلغ 5.3 مليار دولار  كما أنها أكبر مصنع نبيذ مملوك لعائلة في الولايات المتحدة . توفر جالو حوالي 3500 فرصة عمل لسكان موديستو و2500 فرصة عمل في أجزاء أخرى من الولاية والبلاد والعالم (وهذا يعني أن معظم قاعدة التوظيف الخاصة بها موجودة في موديستو).

صائدو الجرذان المسكية في ديلاكروا، لويزيانا ، 1941، يتجمعون حول زجاجة كبيرة من "كريم كاليفورنيا - كاليفورنيا كلاريت"، وهو نبيذ تم إنتاجه بكميات كبيرة في وقت مبكر من قبل جالو

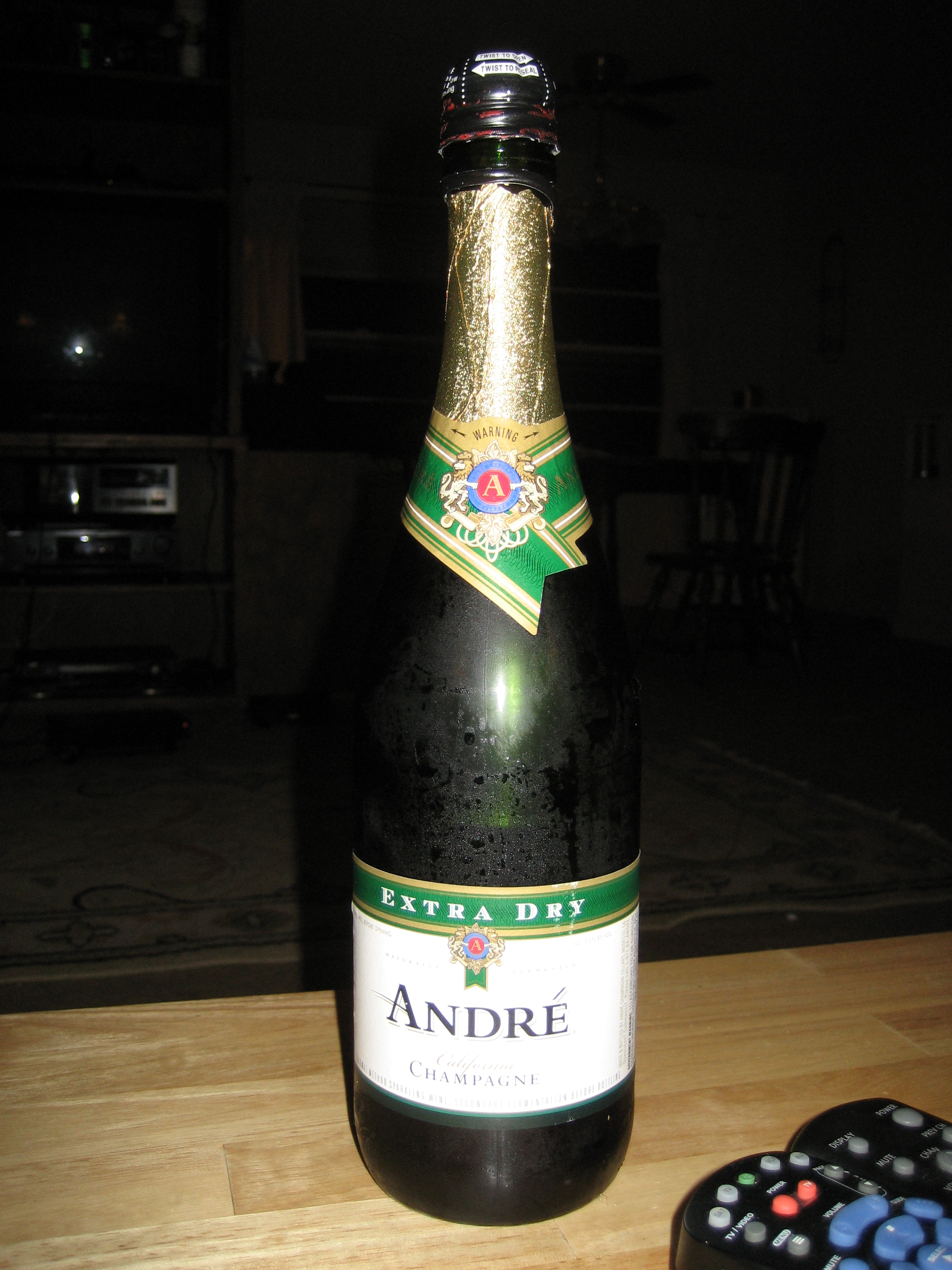
زجاجة أندريه

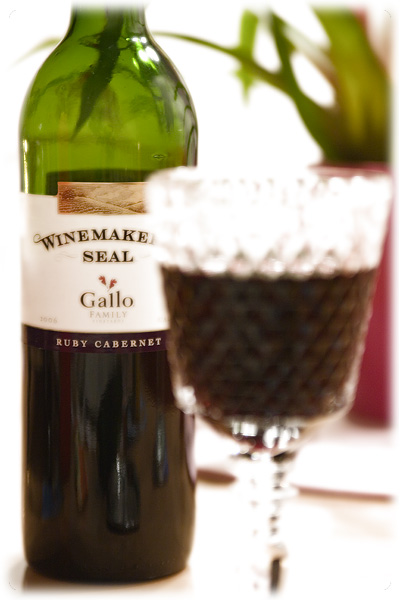
عائلة جالو روبي كابيرنت

## قراءة إضافية
- Hawkes, Ellen (1993). Blood and Wine: The Unauthorized Story of the Gallo Wine Empire (بالإنجليزية). Simon & Schuster. ISBN:978-0-671-64986-9.
- Gallo, Ernest; Gallo, Julio; Henderson, Bruce B. (1994). Ernest and Julio: Our Story (بالإنجليزية). Times Books, Random House. ISBN:978-0-8129-2454-1.
- Ernest_Gallo California Wine Industry Oral History Series, University of California

## روابط خارجية
- الموقع الرسمي